# Distretto di Sozaq
Il distretto di Sozaq (in kazako: Созақ ауданы) è un distretto (audan) del Kazakistan con capoluogo Šolaqqorğan.